# Ana Bettz
Ana Bettz, pseudonimo di Anna Bettozzi (Roma, 27 luglio 1958), è una cantautrice italiana.

## Biografia
Anna Bettozzi è nata a Roma nel 1958, da una ricca famiglia di origini statunitensi. Dopo aver ottenuto una laurea in sociologia iniziò a lavorare come agente immobiliare, raggiungendo una certa notorietà nella capitale grazie a numerosi cartelloni pubblicitari in cui appariva con vistosa scollatura. A metà anni novanta decise di tentare la carriera nel mondo della musica, con il nome d'arte Ana Bettz. Il suo singolo d'esordio, Ecstasy, fu registrato a sue spese negli study Sony Records di Santa Monica nel dicembre 1997. Per il lancio della canzone fu registrato un video musicale dal costo di 600 milioni di lire che vennero parzialmente finanziati da lei stessa. Il suo secondo singolo Who Is It Tonight? riuscì a fare il suo ingresso nella UK Dance Charts, ma fu il terzo singolo, "Black and White", pubblicato nel 2001, ad avere il massimo successo di vendite con 500 000 copie vendute nel Regno Unito. Questi primi singoli furono raccolti nell'album d'esordio, Freedom, pubblicato nel settembre 2003 dalla Sony Music Entertainment. Nel gennaio 2011 Ana presenta il suo nuovo singolo Move On, durante le trasmissioni RAI Quelli che... il calcio e Top of the Pops.. Il singolo anticipa l'uscita del suo secondo disco The One che viene pubblicato nel maggio 2011.

## Vita privata
Vedova dell'imprenditore Sergio Di Cesare, presidente della holding Europetroli, da cui ha avuto due figlie, mentre ha altri due figli dal suo precedente matrimonio. Attualmente vive a Roma.

## Procedimenti giudiziari
Viene arrestata, insieme a altri 71 indagati tra cui la figlia Virginia Di Cesare, nell'aprile 2021 a seguito di una maxi operazione di quattro procure italiane coordinata dalla Direzione nazionale antimafia e antiterrorismo. Accusata di associazione a delinquere per evasione del fisco. L'azienda di famiglia della Bettozzi, la Max Petroli – ora Made Petrol Italia – secondo i magistrati non avrebbe pagato Iva, accise e Ires per oltre 185 milioni. Il lavoro delle procure ipotizza che la Petroli si sarebbe risollevata da una grave crisi economica grazie a iniezioni di liquidità da parte di alcuni clan di camorra, tra cui quelli dei Moccia e dei Casalesi.

## Discografia

### Album
- 2003 – Freedom (T.D. Records, JVM 11 - 03 CD)
- 2011 – The One

### Singoli
- 1998 - Ecstasy (Dig It International), ITW CD 100)
- 1999 - Sorry Seems To Be The Hardest Word (Professional), PRO cd 20091011-13)
- 2000 - Who Is It Tonight? (J&V Records), JVCDS01)
- 2001 - Black & White (NAR International), NAR 671437 2)
- 2003 - Femme' (NAR International), 673867 2)
- 2003 - Freedom' (J&V Records), GVR001)
- 2006 - Love Tonite (J&V Records), ATZ 241)
- xxxx - You Are The One (Studio Lead), SL 0910)